# Universal Flash Storage
Universal Flash Storage (UFS) är ett förslag till ny minneskortsstandard som är tänkt att ersätta många av de existerande minneskortstyperna. Det finska företaget Nokia är en av de aktörer som står bakom den föreslagna standarden och syftet är att i framtiden slippa inkompatibilitet mellan olika minnestyper. Övriga företag som stödjer det nya formatet är bland andra Sony Ericsson, Samsung, ST Microelectronics och Texas Instruments.
Målsättningen med det nya formatet uppges, förutom att minska inkompatibiliteten, vara att avsevärt förbättra de prestanda som nuvarande minneskort kan erbjuda. Man säger sig bland annat vilja förbättra överföringshastigheterna för stora datamängder, och man har som målsättning att kunna överföra 4GB data (motsvarande en DVD-film) på några sekunder, vilket med dagens minneskort kan ta cirka 3 minuter.
Specifikationen för UFS förväntas vara färdigställd 2009 och den skall standardiseras via JEDEC Solid State Technology Association.